# Dicrurus atactus
El drongo fanti (Dicrurus atactus) es una especie de ave paseriforme de la familia Dicruridae propia de África occidental, donde se encuentra desde Sierra Leona hasta el suroeste de Nigeria, incluida la isla de Bioko. Hasta 2017 se consideraba una subespecie de drongo modesto.